# 忍者龜：施萊德的復仇
《忍者龜：施萊德的復仇》是2022年清版动作游戏，由Tribute Games开发、Dotemu发行，对应Linux、任天堂Switch、PlayStation 4、Windows、Xbox One平台。游戏后登录PlayStation 5、Android、iOS。
据Metacritic，游戏获得「总体好评」；据OpenCritic统计，游戏获得97%媒体推荐。